# Amsterdam-Dakar Challenge

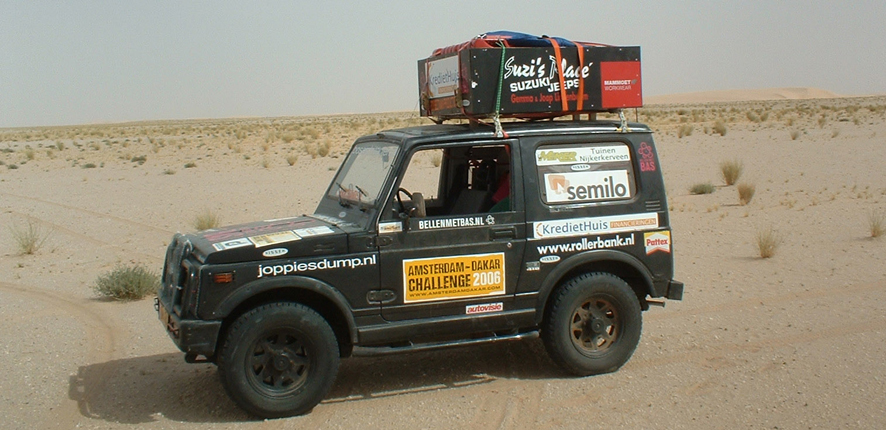
Amsterdam - Dakar auto

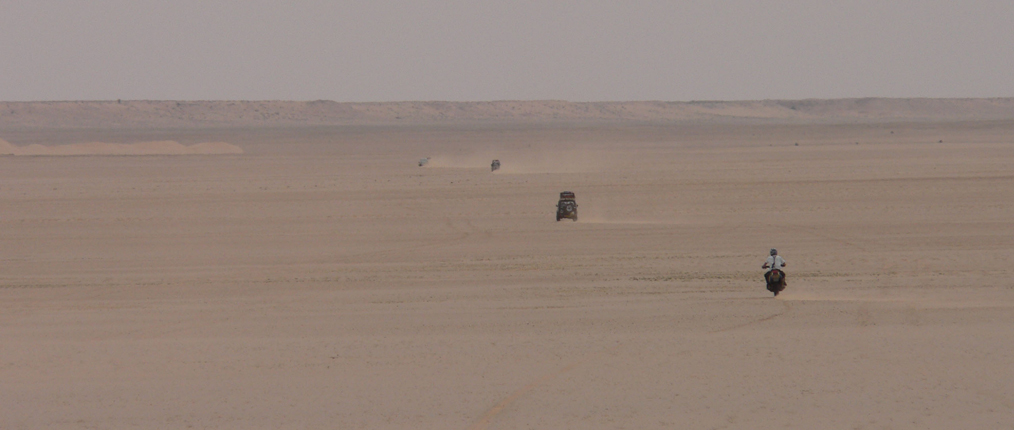
Teams onderweg in de Mauretaanse woestijn

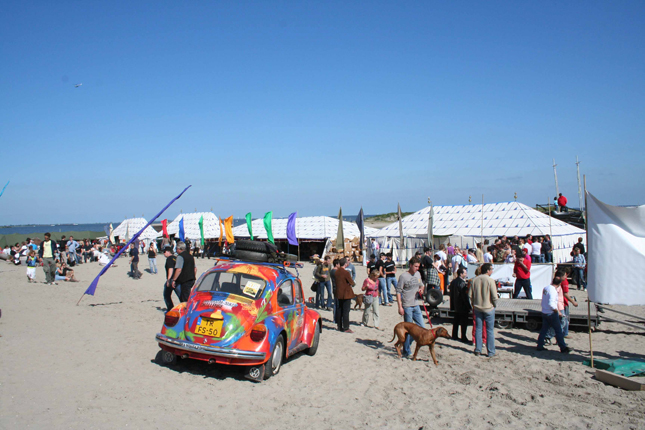
Barreldag 2006

De Amsterdam-Dakar Challenge is een endurance-rally die start in Amsterdam en eindigt in Banjul, met een tussenstop in Dakar. De eerste editie van de jaarlijkse race werd gehouden in 2004. Zoals de naam doet vermoeden, is Amsterdam-Dakar geïnspireerd door de beroemde, barre woestijntocht Paris-Dakar, maar dan zonder dure auto’s, begeleidende helikopters, of mediacircus.
De opzet is simpel: met een oude auto ter waarde van hoogstens € 500 de Sahara doorkruisen om te eindigen in West-Afrika. Daar aangekomen worden de auto’s geveild en schenken de deelnemers de opbrengst van hun “barrel” aan een lokaal goed doel. De rally is geen wedstrijd en zodoende is er ook geen einduitslag. De enige prijs die een team kan winnen, is een zo hoog mogelijk bedrag voor het goede doel.
Het idee is overgewaaid vanuit Engeland, waar de Plymouth–Dakar rally voor het eerst in 2003 verreden werd. Arthur Verheijen was na deze race zo enthousiast dat hij het fenomeen in Nederland lanceerde: de Amsterdam-Dakar rally was geboren.
Bij de Amsterdam-Dakar Challenge wordt een hoge mate van zelfredzaamheid van de deelnemers verwacht. De organisatie regelt allerlei dingen voor de rallyrijders, zoals een ontmoetingsdag 'Barreldag', kortingen op visakosten en kleding, maar het uitgangspunt is dat elke deelnemer verantwoordelijk is voor het eigen welzijn.
De deelnemers kunnen uit een door de organisatie vastgestelde lijst een goed doel uitkiezen. De route van Amsterdam-Dakar voert door Nederland, België, Frankrijk, Spanje, Marokko, Mauritanië, Senegal en Gambia.
Enkele feiten en cijfers omtrent Amsterdam-Dakar:
- Totale afstand ongeveer 7000 km
- Er is geen  bezemwagen
- Er is sinds 2005 in totaal naar schatting circa 3.500.000 voor het goede doel opgehaald
- De deelnemers vertrekken in een groep met maximaal 50 auto’s
- Inschrijfgeld is € 580 per persoon (2017) maar de jubileumeditie van 2018 hanteert een tarief van € 395 per persoon
- De Challenge van 2006 is met meer dan 280 deelnemende teams de grootste tot dusver
- In 2006 deden er twee teams mee namens het televisieprogramma PK van de KRO